# Tigre reale (film 1916)
Tigre reale è un film muto del 1916 diretto da Piero Fosco (pseudonimo di Giovanni Pastrone). Il film è tratto dal romanzo Tigre reale (1875), di Giovanni Verga.

## Trama
L'ambasciatore a Parigi Giorgio La Ferlita incontra durante un ricevimento la contessa russa Natka, dalla quale rimane affascinato, e per lei sfida a duello un altro uomo.
Dalla donna viene più volte incoraggiato e respinto, finché la contessa non gli racconta del suo passato, che è infelicemente sposata, e che è stata innamorata di un altro uomo di nome Dolski, e il marito, scoperto l'adulterio, aveva confinato il rivale in Siberia. Natka raggiunge poi Dolski e lo scopre con un'altra donna, e delusa da questo fatto fugge, e l'uomo per senso di colpa si toglie la vita davanti a lei.
Dopo il racconto, la contessa congeda La Ferlita e sparisce nel nulla per alcuni mesi. Dopo averla cercata invano, il diplomatico intreccia una relazione con la ricca Erminia.
Ottenuto infine un ultimo appuntamento dalla misteriosa Contessa, Giorgio si reca da lei in albergo e la trova gravemente ammalata. Durante la visita, l'edificio prende fuoco a causa di un corto circuito e i due sono intrappolati in una stanza, chiusa a chiave dal conte per gelosia. I due riescono a salvarsi, mentre il conte muore nell'incendio.

## Produzione
Il film venne prodotto dall'Itala Film, la casa di produzione nata a Torino fondata da Carlo Rossi e da Giovanni Pastrone, alias Piero Fosco.

## Distribuzione
IMDb
- Italia	9 novembre 1916
- Spagna	   15 dicembre 1916
- Portugal	12 febbraio 1919
- Giappone	aprile 1919

Alias
- I vasiliki tigris	Grecia
- Koningstijger Paesi Bassi (titolo informale letterale)
- La Tigresse royale	Francia
- O Tigre real	Portogallo
- Tigre real	Spagna